# 콘스탄틴 트레뇨프

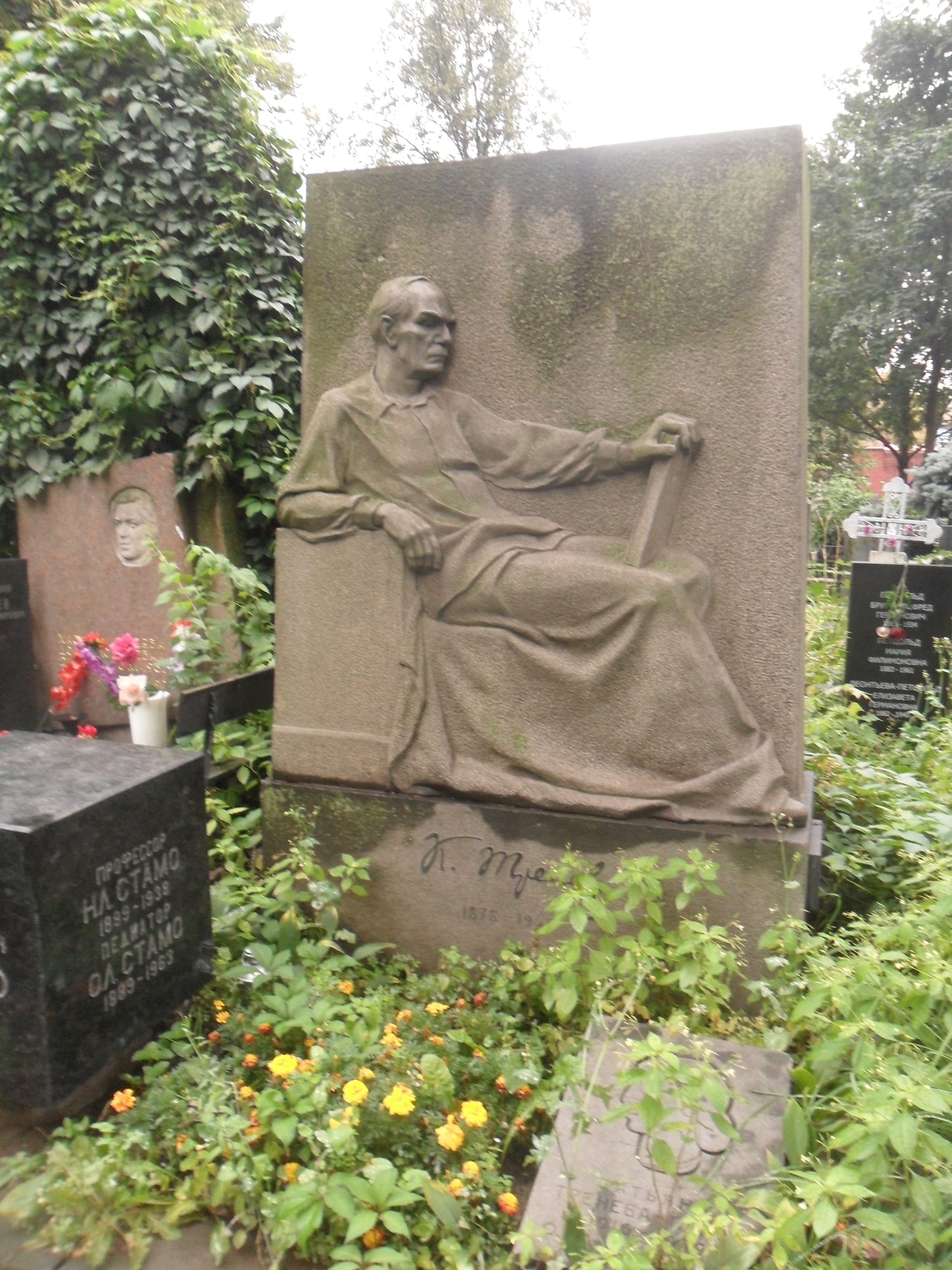

콘스탄틴 트레뇨프(Konstantin Trenyov, 러시아어: Константин Андреевич Тренёв, 1876년 6월 2일 ~ 1945년 5월 19일)는 러시아 소비에트의 작가이자 극작가다.
소설가로서 혁명 전부터 알려져 있었으나, 그 뛰어난 작가적 재능을 나타낸 것은 혁명 후 극작 분야에 있어서이다. 대표작으로는 <푸가초프시치나> <류보피 야로와야> <중학생들> <네바의 하반(河畔)에서> 등이 있다. 특히 <류보피 야로와야>(1926)는 혁명의 소용돌이 속에서 한쌍의 부부의 드라마를 중심으로 내전시대의 복잡다기한 사회·풍속적인 화포(畵布)를 생생하게 무대에 재현한 최초의 러시아 희곡이다.